# Curimopsis setica
Curimopsis setica is een keversoort uit de familie pilkevers (Byrrhidae). De wetenschappelijke naam van de soort is voor het eerst geldig gepubliceerd in 2003 door Jaeger & Puetz.